# Halowe Mistrzostwa Świata w Lekkoatletyce 2008 – bieg na 1500 m mężczyzn
Bieg na 1500 m mężczyzn – jedna z konkurencji rozgrywanych podczas halowych mistrzostw świata w lekkoatletyce w 2008. Eliminacje odbyły się 7 marca, a finał został rozegrany 8 marca.
Do eliminacji zgłoszonych zostało 32 zawodników z 23 państw.
Zawody w tej konkurencji wygrał reprezentant Etiopii Deresse Mekonnen. Drugą pozycję zajął zawodnik z Kenii Daniel Kipchirchir Komen, trzecią zaś reprezentujący Hiszpanię Juan Carlos Higuero.

## Wyniki

### Eliminacje
Źródło: 
Bieg 1
| Miejsce | Zawodnik          | Państwo         | Wynik   | Uwagi |
| ------- | ----------------- | --------------- | ------- | ----- |
| 1.      | Deresse Mekonnen  | Etiopia         | 3:39,74 |       |
| 2.      | Nick Willis       | Nowa Zelandia   | 3:40,66 | PB    |
| 3.      | Carsten Schlangen | Niemcy          | 3:41,54 |       |
| 4.      | Michael East      | Wielka Brytania | 3:41,68 |       |
| 5.      | Bilal Mansour Ali | Brunei          | 3:41,91 |       |
| 6.      | James Nolan       | Irlandia        | 3:42,12 |       |
| 7.      | Christian Obrist  | Włochy          | 3:45,46 |       |
| 8.      | Guillaume Éraud   | Francja         | 3:46,11 |       |
| 9.      | David Freeman     | Portoryko       | 3:51,35 |       |
| 10.     | Siergiej Pakura   | Kirgistan       | 3:57,28 | SB    |

Bieg 2
| Miejsce | Zawodnik                 | Państwo           | Wynik   | Uwagi |
| ------- | ------------------------ | ----------------- | ------- | ----- |
| 1.      | Daniel Kipchirchir Komen | Kenia             | 3:39,07 |       |
| 2.      | Juan Carlos Higuero      | Hiszpania         | 3:39,46 |       |
| 3.      | Youssef Baba             | Maroko            | 3:39,89 |       |
| 4.      | Rob Myers                | Stany Zjednoczone | 3:41,73 |       |
| 5.      | Christoph Lohse          | Niemcy            | 3:42,25 |       |
| 6.      | Siergiej Iwanow          | Rosja             | 3:43,88 |       |
| 7.      | Abu Bakr Ali Kamal       | Katar             | 3:45,95 |       |
| 8.      | Mircea Bogdan            | Rumunia           | 3:55,32 | PB    |
| 9.      | Maung Chet               | Mjanma            | 4:04,65 | PB    |
| –       | James McIlroy            | Wielka Brytania   | DNF     |       |
| –       | Kamal Boulahfane         | Algieria          | DNF     |       |

Bieg 3
| Miejsce | Zawodnik             | Państwo           | Wynik   | Uwagi |
| ------- | -------------------- | ----------------- | ------- | ----- |
| 1.      | Mekonnen Gebremedhin | Etiopia           | 3:37,16 |       |
| 2.      | Suleiman Simotwo     | Kenia             | 3:37,23 |       |
| 3.      | Rashid Ramzi         | Bahrajn           | 3:37,31 | PB    |
| 4.      | Arturo Casado        | Hiszpania         | 3:40,99 |       |
| 5.      | Abdul Qadir Haszlaf  | Maroko            | 3:42,26 |       |
| 6.      | Thamer Kamal Ali     | Katar             | 3:44,17 |       |
| 7.      | Russell Brown        | Stany Zjednoczone | 3:47,19 |       |
| 8.      | Mounir Yemmouni      | Francja           | 3:48,26 |       |
| 9.      | Pablo Solares        | Meksyk            | 3:48,78 |       |
| 10.     | Ajmal Amirov         | Tadżykistan       | 3:57,47 | SB    |
| 11.     | Kemal Koyuncu        | Turcja            | 3:57,70 | PB    |

### Finał
Źródło: 
| Miejsce | Zawodnik                 | Państwo       | Wynik   | Uwagi |
| ------- | ------------------------ | ------------- | ------- | ----- |
| 01 !    | Deresse Mekonnen         | Etiopia       | 3:38,23 |       |
| 02 !    | Daniel Kipchirchir Komen | Kenia         | 3:38,54 |       |
| 03 !    | Juan Carlos Higuero      | Hiszpania     | 3:38,82 |       |
| 4.      | Arturo Casado            | Hiszpania     | 3:38,88 |       |
| 5.      | Rashid Ramzi             | Bahrajn       | 3:40,26 |       |
| 6.      | Mekonnen Gebremedhin     | Etiopia       | 3:40,42 |       |
| 7.      | Suleiman Simotwo         | Kenia         | 3:41,04 |       |
| 8.      | Youssef Baba             | Maroko        | 3:44,50 |       |
| –       | Nick Willis              | Nowa Zelandia | DSQ     |       |